# Гімнокаліціум Сальона
Гімнокаліціум Сальона, гімнокаліціум сагліона, гімнокаліціум сагліоніс (Gymnocalycium saglionis, Gymnocalycium saglione; місцева назва «підборіддя велетня» (giant chin)) — кактус з роду гімнокаліціум (підрід Microsemineum).

## Етимологія
Цей вид гімнокаліціума названий на честь Жозефа Сальона — колекціонера із Страсбурга.

## Загальна біоморфологічна характеристика

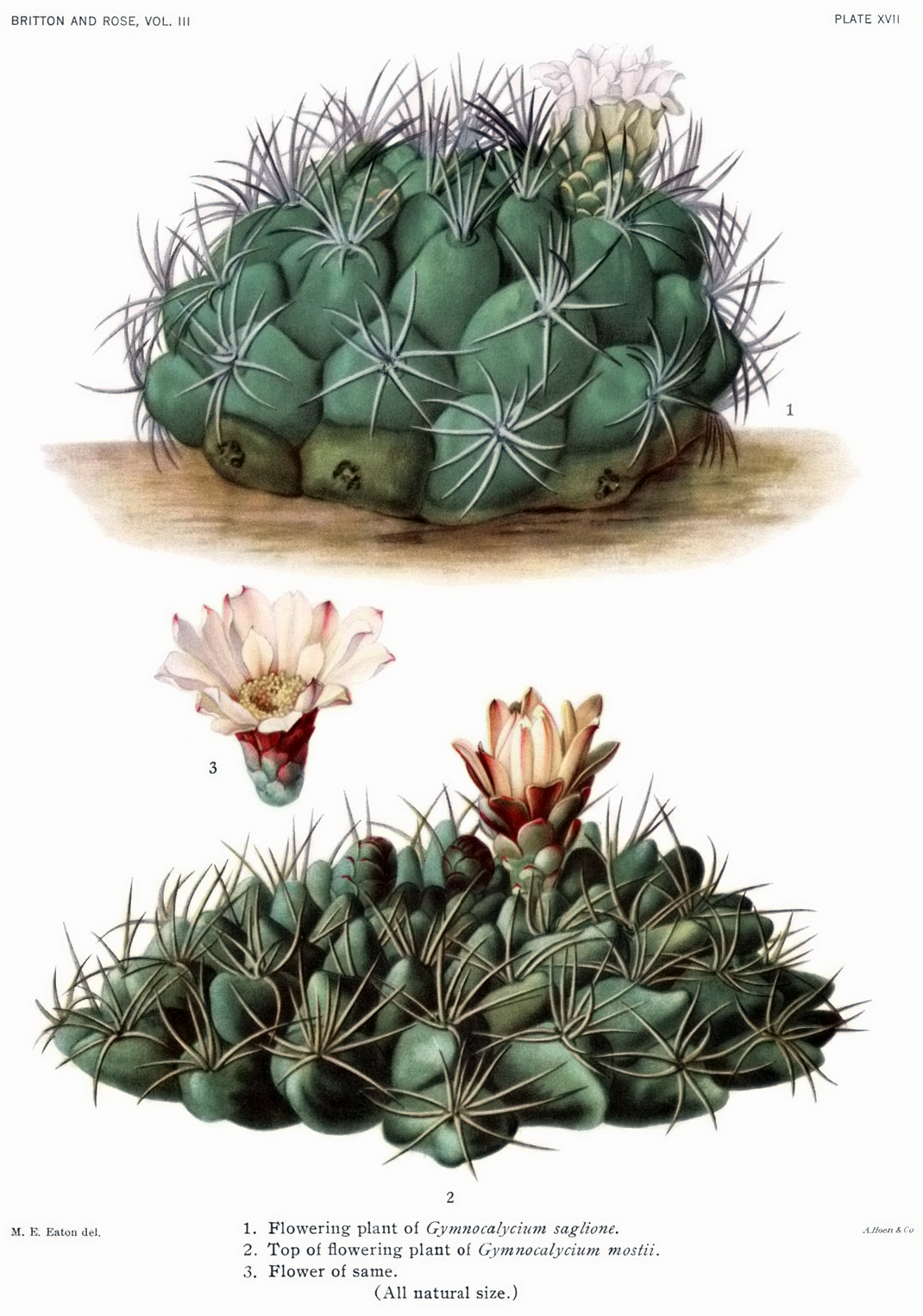
Ілюстрація Gymnocalycium saglionis у виданні Натаніеля Бріттона і Джозефа Роуза «The Cactaceae» (1919-1923), том III

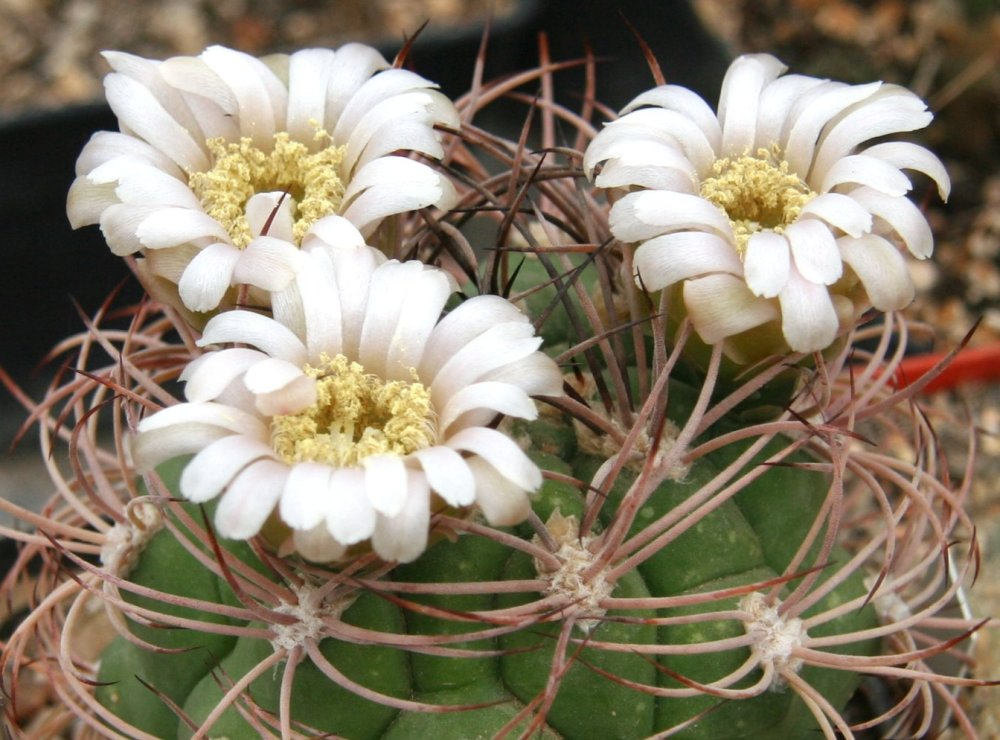
Цвітіння Gymnocalycium saglionis

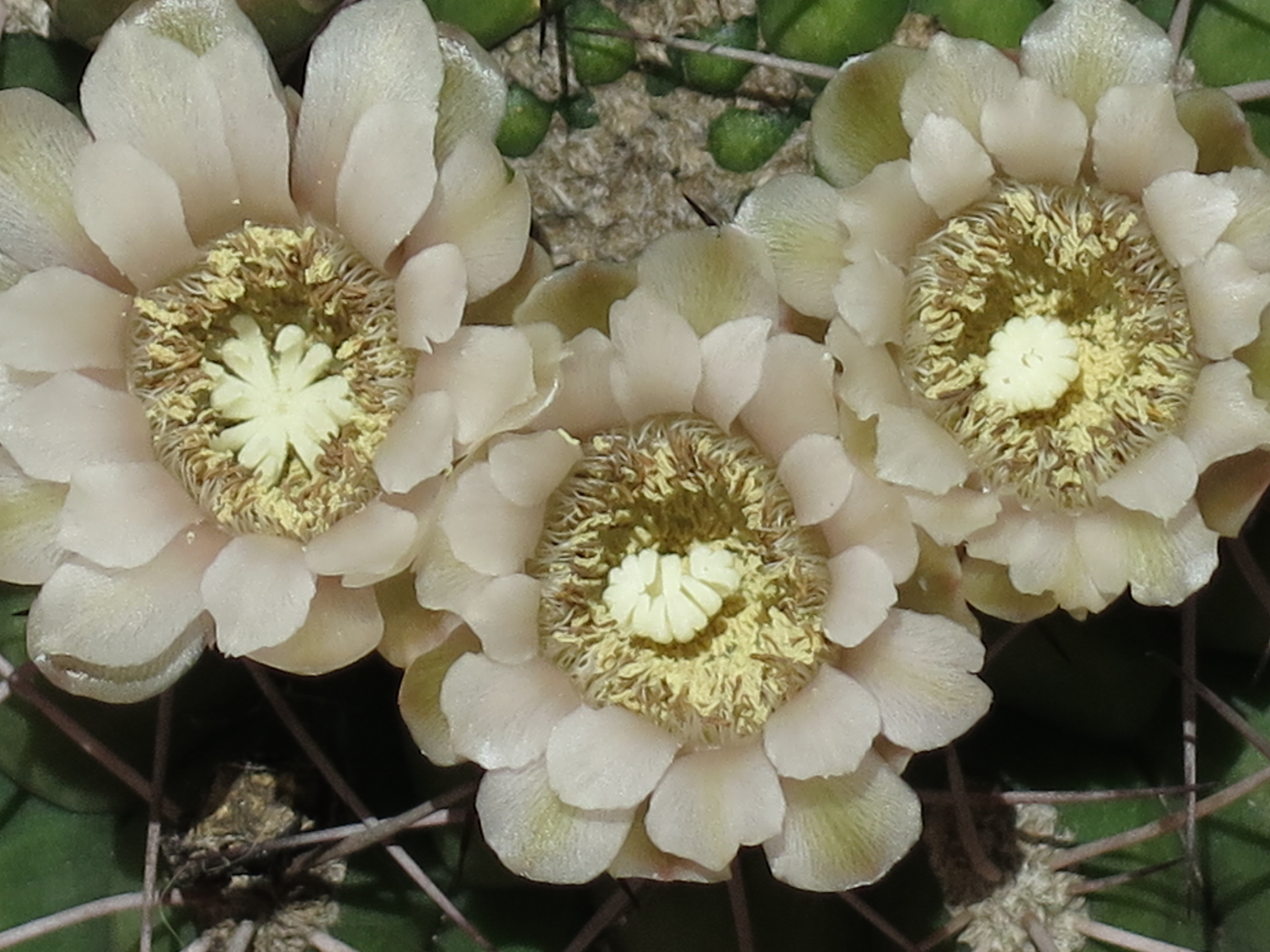
Квіти Gymnocalycium saglionis

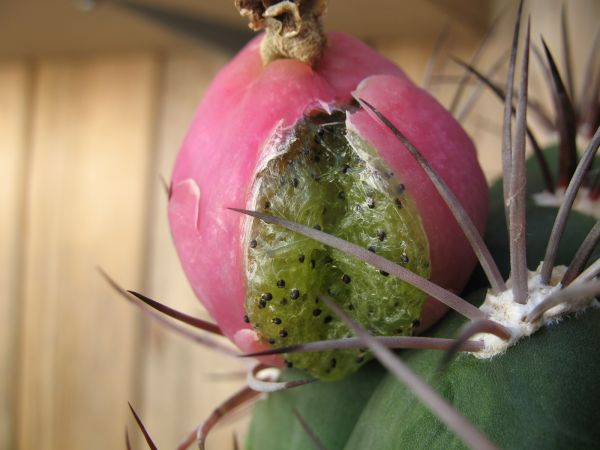
Плід Gymnocalycium saglionis

Стебло з блакитно-зеленим шорстким епідермісом, кулястий, 20 — 30 см в діаметрі та до 90 см заввишки без бічних пагонів. Цей вид — найбільший серед гімнокаліціумів. Ребра (13 — 30 шт.) розділені на великі горбки напівсферичної форми. Радіальні колючки (8 — 17 шт.) жорсткі, зігнуті, 2 — 4 см завдовжки. Центральних колючок 1 — 2 шт. Забарвлення колючок від червоно — коричневого до чорного. Квітки білі або рожеві, 3 — 4 см завдовжки і в діаметрі. Плоди червонуваті, 2 см в діаметрі. Належить до видів, що повільно ростуть.

## Екологія
Цей кактус росте на скелястих пагорбах на висоті від 500 до 2 600 м над рівнем моря.

## Ареал розповсюдження в природі
Ареал розповсюдження в природі — провінції Північної Аргентини: (Сальта, Тукуман, Катамарка, Жужуй). Є ендемічним для Аргентини.

## Підвиди
Виділяють два підвиди Gymnocalycium saglionis.
- Gymnocalycium saglionis subsp. saglionis
- Gymnocalycium saglionis subsp. tilcarense

Підвид tilcarense відрізняється від підвиду saglionis наявністю квітів з коротшими квітковими трубками. Gymnocalycium saglionis subsp. tilcarense зустрічається тільки поблизу міста Тількара (провінція Жужуй, Аргентина), від якого і отримав назву цей підвид. Цікаво, що у свій час цей таксон не тільки виділявся в самостійний вид, але і був віднесений до окремого роду Брахікаліціум (Brachycalycium).

## Використання
Плоди цього виду їстівні і використовуються для приготування варення. Цей кактус також використовується як декоративна рослина.

## Охорона у природі
Гімнокаліціум Сальона входить до Червоного списку Міжнародного Союзу Охорони Природи, стан — в найменшому ризику. Він має широкий ареал, стабільні популяції, присутній в декількох природоохоронних територіях і не має суттєвих загроз, що впливали б на чисельність його популяцій.
Входить до списку СІТЕС.